# Jacques Philippe Martin Cels
Jacques Philippe Martin Cels (Versailles, 15 de junho de 1740 — Montrouge, 15 de maio de 1806) foi um botânico francês, especialista em horticultura.